# پاسکان اوییشن
پاسکان اوییشن (به انگلیسی: Pascan Aviation) یک شرکت هواپیمایی با کد یاتا P6 است که در ۱۹۹۹ میلادی تأسیس شده‌است. دفتر مرکزی پاسکان اوییشن در لونگوی، استان کبک، کانادا واقع شده‌است و قطب این شرکت هواپیمایی در فرودگاه مونترآل/سن-اوبر قرار دارد و به ۱۶ مقصد، پرواز انجام می‌دهد.